# Walter Schuster (Pflanzenzüchter)

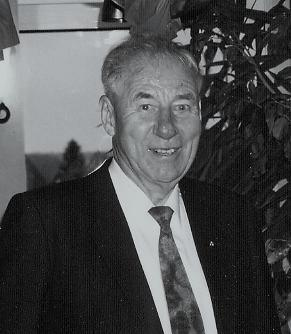
Walter Schuster (1998)

Walter Heinrich Schuster (* 7. November 1918 in Wetzlar; † 20. Mai 2010 ebenda) war ein deutscher Agrarwissenschaftler auf dem Gebiet der Pflanzenzüchtung.

## Leben und Werk
Schuster war ein bedeutender Pflanzenzüchter in Deutschland und war Schüler von Eduard von Boguslawski in Gießen, bei dem er 1951 mit der Dissertation „Untersuchungen über die Blüh- und Befruchtungsverhältnisse der Sonnenblume (Helianthus annus L.)“ zum Dr. agr. promoviert wurde. Nach langjähriger Tätigkeit als wissenschaftlicher Sachbearbeiter beim Bundessortenamt ging er zur Justus-Liebig-Universität Gießen. Dort übernahm er in den 1960er-Jahren die Leitung der Abteilung Pflanzenzüchtung im Institut für Pflanzenbau und Pflanzenzüchtung, habilitierte sich dort mit dem Thema „Inzucht und Heterosis bei der Sonnenblume“, erhielt am 24. Februar 1965 die „venia legendi“ und wurde am 1. Januar 1971 zum Professor ernannt.
Schusters Tätigkeit erstreckte sich auf die züchterische Bearbeitung zahlreicher landwirtschaftlich konventioneller Nutzpflanzen und solcher mit Sonderkulturcharakter: Winter- und Sommerraps, Weißer und Schwarzer Senf, Ölrettich, Lein, Sonnenblumen, Sojabohnen, Sorghumhirsen, Phacelia, Ölkürbis und später Mais. Da es sich dabei teils um die Einführung neuer Pflanzen handelte, führte Schuster mit seinen Mitarbeitern umfangreiche Studien zur Klärung der Blüten- und Befruchtungsbiologie sowie der Wachstumsphysiologie durch, die in zahlreichen Publikationen ihren Niederschlag fanden. Er hat sich vor allem um Nutzpflanzen gekümmert, die Gefahr liefen, als Objekte der populären Züchtung in Vergessenheit zu geraten. Die Vielfalt der von ihm züchterisch bearbeiteten Arten, wohl mehr noch als seine erfolgreichsten Sorten, hat ihn auch international bekannt gemacht. Insgesamt entstanden mindestens 116 Zuchtsorten von 20 verschiedenen Arten aus Material von Schuster, darunter die in den 70er und 80er Jahren in Deutschland führenden erucasäurefreie Rapssorten. Als akademischer Lehrer betreute er einen Habilitanden, 35 Doktoranden und eine große Anzahl von Diplomanden.
Er veröffentlichte mehr als 240 wissenschaftliche Beiträge in Zeitschriften und Proceedings, acht Fachbücher und 16 Beiträge in Hand- und Lehrbüchern. Außerdem wurden von ihm unzählige selbst mit der Leica fotografierte, nicht nur wissenschaftliche, Fotos veröffentlicht. Große Verdienste erwarb sich Schuster als Mitherausgeber des zweiteiligen, in mehreren Auflagen erschienenen Werkes „Lehrbuch der Züchtung landwirtschaftlicher Kulturpflanzen“ gemeinsam mit Mudra, Fischbeck und Plarre.

## Werke (Auswahl)
- Lehrbuch der Züchtung landwirtschaftlicher Kulturpflanzen gemeinsam mit Mudra, Fischbeck und Plarre, 2. Aufl. 1985, ISBN 3-489-70910-1
- Anlage und Auswertung von Feldversuchen (mit J. v. Lochow), 3. Aufl. 1992, ISBN 3-7690-0300-4
- Der landw.-technische Assistent (mit H. Geidel), 1977, ISBN 3-8001-2116-6
- Die Züchtung der Sonnenblume, 1993, ISBN 3-489-53310-0
- Ölpflanzen in Europa (mit R.A. Marquard) DLG-Verlag Frankfurt am Main, 1992, ISBN 3-7690-0501-5
- Der Ölkürbis (Curcurbita pepo L.), Fortschritte im Acker- und Pflanzenbau, Paul Paray Verlag, Berlin und Hamburg, 1977
- Leguminosen zur Kornnutzung Prof. Dr. Walter H. Schuster mit Beiträgen von. Prof. Dr. Joachim Alkämper Prof. Dr. Richard Marquard ...www.genres.de/leguminosen/
- Kohlenhydrate in Samen von Getreide und Pseudogetreide sowie in Knollen, Wurzeln und Ganzpflanzen verschiedener Arten (zusammen mit Richard A. Marquard), online auf uni-giessen.de

## Vorlesungen
- Einführung in die Pflanzenzüchtung
- Methoden der Pflanzenzüchtung
- Spezielle Pflanzenzüchtung
- Übungen der Pflanzenzüchtung
- Seminar für Pflanzenbau und Pflanzenzüchtung
- Pflanzenbauliches Praktikum einschließlich Samen- und Sortenkunde
- zeitweilige Vertretungen Pflanzenbaulehre, außerdem Kurse in Photographie.

## Mitgliedschaften in wissenschaftlichen Gesellschaften und Ausschüssen
- Gesellschaft für Pflanzenbauwissenschaften, 1972 bis 1978 Geschäftsführer dieser Gesellschaft
- Internationale Biometrische Gesellschaft, Deutsche Region
- Deutsche Gesellschaft für Fettwissenschaft, 1980 bis 1985 zweiter Vorsitzender der Abteilung Ölpflanzen
- Ausschuss der DLG für Biometrie und Versuchswesen, 1979 bis 1981 Vorsitzender dieses Ausschusses
- Mitglied des DLG-Ausschusses Pflanzenzüchtung bis 1984
- Deutsches Maiskomitee, 1979 bis 1993
- Arbeitsgemeinschaft Angewandte Botanik
- Vorsitzender des Wissenschaftsausschusses für den 4. Internationalen Rapskongress in Gießen 1974
- Mitglied der Group Consultatif International de Recherche sur le Colza
- Mitglied in der FAO-Arbeitsgemeinschaft für Sojabohnen sowie für Sonnenblumen, 1979 bis 1985
- Zusammenarbeit in der Universitätspartnerschaft Gießen-Gödöllő/Ungarn (Mais und Sonnenblumen), 1982 bis 1985 Partnerschaftsbeauftragter der Universität Gießen
- Mitglied im Bundesverband Deutscher Pflanzenzüchter und im Südwest-Deutschen Pflanzenzüchterverband, dabei Mitarbeit in der Gemeinschaft zur Förderung der deutschen Pflanzenzüchtung
- Zusammenarbeit auf dem Gebiet Ölpflanzen in der Partnerschaft Gießen-Izmir/Türkei
- gewählter Fachgutachter der Deutschen Forschungsgemeinschaft (DFG) von 1976 bis 1982 sowie Gutachter für zwei Schwerpunktprogramme

## Auszeichnungen
- Ehrenplakette der landwirtschaftlichen Fakultät Zagreb durch Institut für Pflanzenbau und Pflanzenzüchtung, 1983
- Verleihung der „Ehrenplakette in Gold für besondere Verdienste“ am 1. November 1983 vom Hessischen Minister der Landesentwicklung, Umwelt, Landwirtschaft und Forsten
- Ehrenmitglied der Gesellschaft für Pflanzenbauwissenschaften, 1993